# Fliegerstein

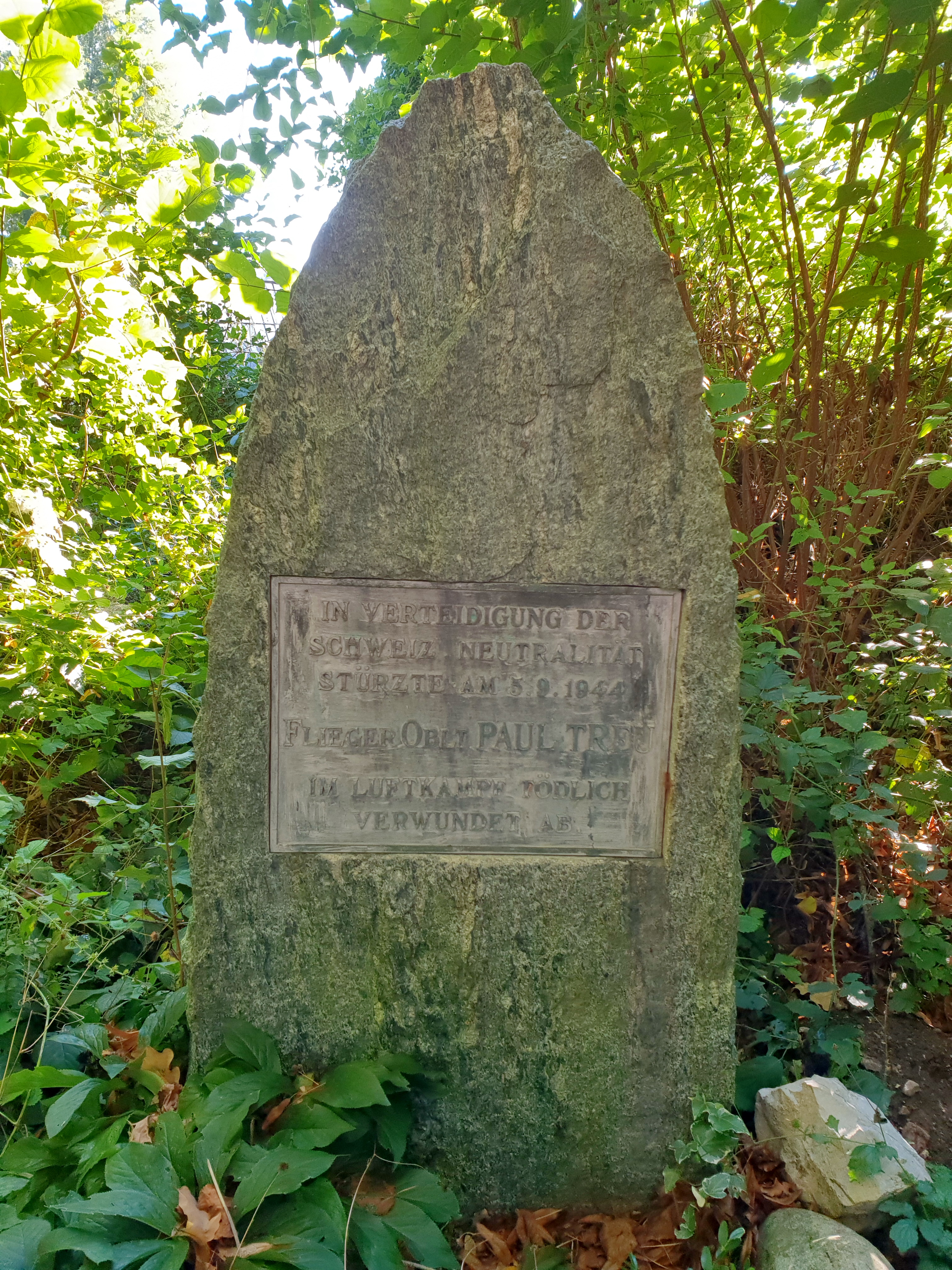
Der Fliegerstein in Affoltern (2018)

Der Fliegerstein (auch Fliegerdenkmal, Paul-Treu-Denkmal) ist ein Gedenkstein im Hürstwald bei Zürich-Affoltern, der 1946 an der Absturzstelle des Schweizer Militärpiloten Paul Treu (1913–1944) errichtet wurde.

## Geschichte
Paul Treu arbeitete im Zivilleben als Forstingenieur im Kanton Solothurn und hatte an der ETH Zürich studiert. Am 5. September 1944 war er in einem Luftgefecht mit zwei US-amerikanischen Mustangs über Zürich abgeschossen worden. Er war verheiratet und hinterliess einen fünf Monate alten Sohn.
Nach Beendigung des Zweiten Weltkriegs 1945 errichtete man in der ganzen Schweiz militärische Gedenksteine, allein fünf im Jahr 1946: ausser dem Fliegerstein einen am 8. März in Andermatt UR für elf Lawinenopfer des Festungswachtkorps 17, einen am 25. März in Monteggio TI für einen abgestürzten amerikanischen Piloten, einen Anfang September in Neuwilen TG zur Erinnerung an die Grenzbesetzung durch das thurgauische Grenzschutzbataillon II/75 und einen am 13. Oktober in Hemishofen SH für zehn bei einem schweren Minenunglück verstorbene Soldaten.
Die Initiative für den Gedenkstein zu Ehren Treus ging von seinen Kommilitonen der Studentenverbindung Carolingia Turicensis aus. Das Denkmal wurde am zweiten Jahrestag des Absturzes, dem 5. September 1946, «im engsten Freundeskreis» enthüllt und der Hürstwaldkorporation übergeben. Dabei hielten ein Dienstkamerad, ein Studienkollege und ein Vertreter des kantonalen Forstamts Solothurn Ansprachen. Ein Delegierter der Hürstwaldkorporation nahm das Denkmal dankend in Empfang. Die Öffentlichkeit bekam davon zunächst kaum etwas mit. Die Neue Zürcher Zeitung berichtete erst drei Wochen später in einer Kurzmeldung darüber.
Anlässlich des 70-jährigen Jubiläums des «Fliegersteins» wurde er 2016 renoviert und mit einer Informationstafel versehen. Das erweiterte Denkmal wurde im September im Beisein von Treus Sohn, Enkelin und Halbschwester eingeweiht. Die Gedenkfeier war gut besucht.

## Beschreibung
Der Fliegerstein ist vom Bahnhof Zürich Affoltern aus in einem gut einen Kilometer langen Marsch zu Fuss erreichbar. Er befindet sich zwischen der Fronwaldstrasse und den Bahngleisen im durch letztere abgetrennten, südlichen Teil des Hürstwaldes.
Es handelt sich um einen Granitblock. Auf einer Metallplatte steht die Inschrift:
«IN VERTEIDIGUNG DER / SCHWEIZ. NEUTRALITÄT /
STÜRZTE AM 5. 9. 1944 /  FLIEGER OBLT PAUL TREU /
IM LUFTKAMPF TÖDLICH / VERWUNDET AB.»

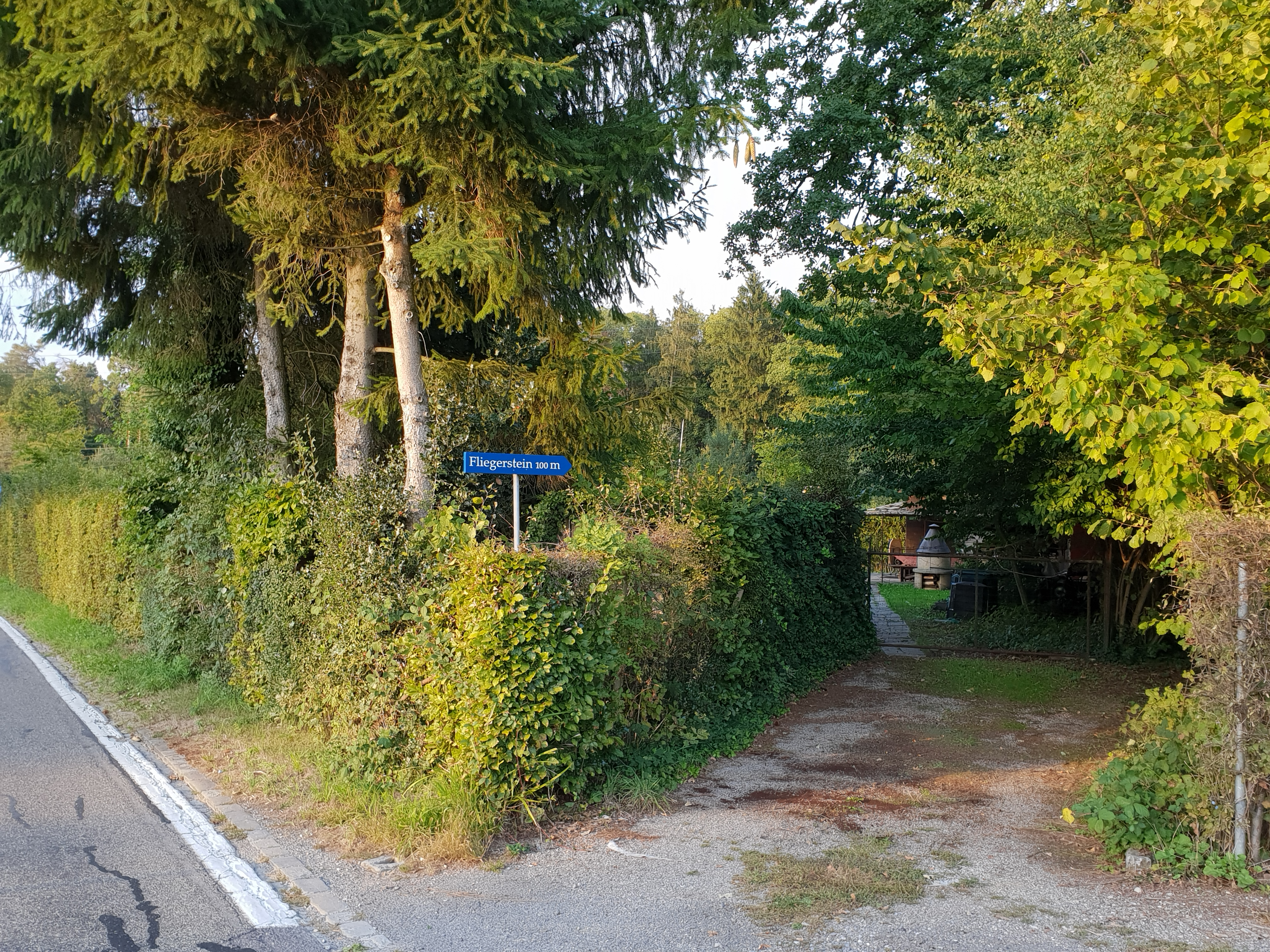
Wegweiser zum Fliegerstein an der Fronwaldstrasse
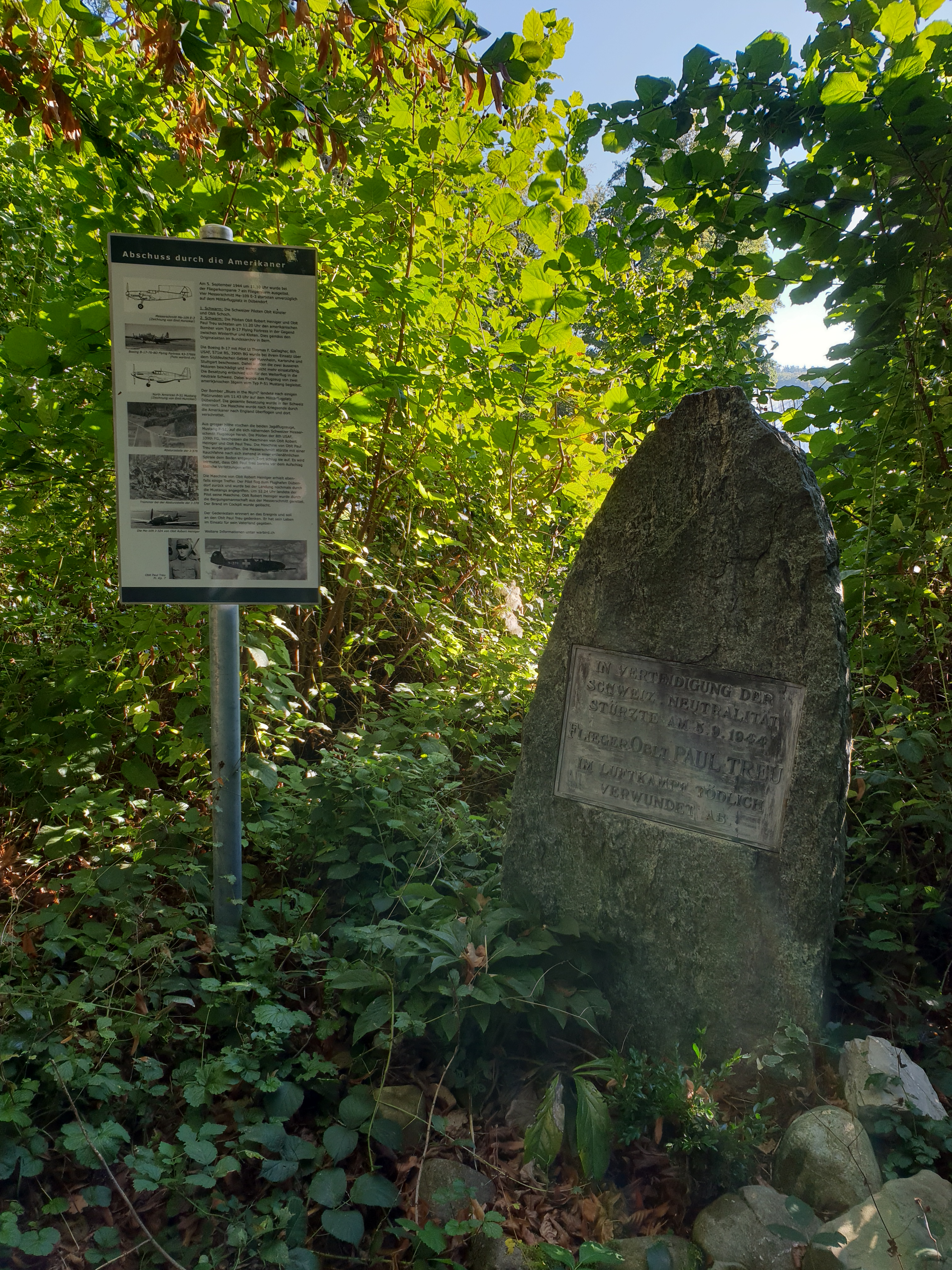
Der Fliegerstein mit der 2016 angebrachten Informationstafel
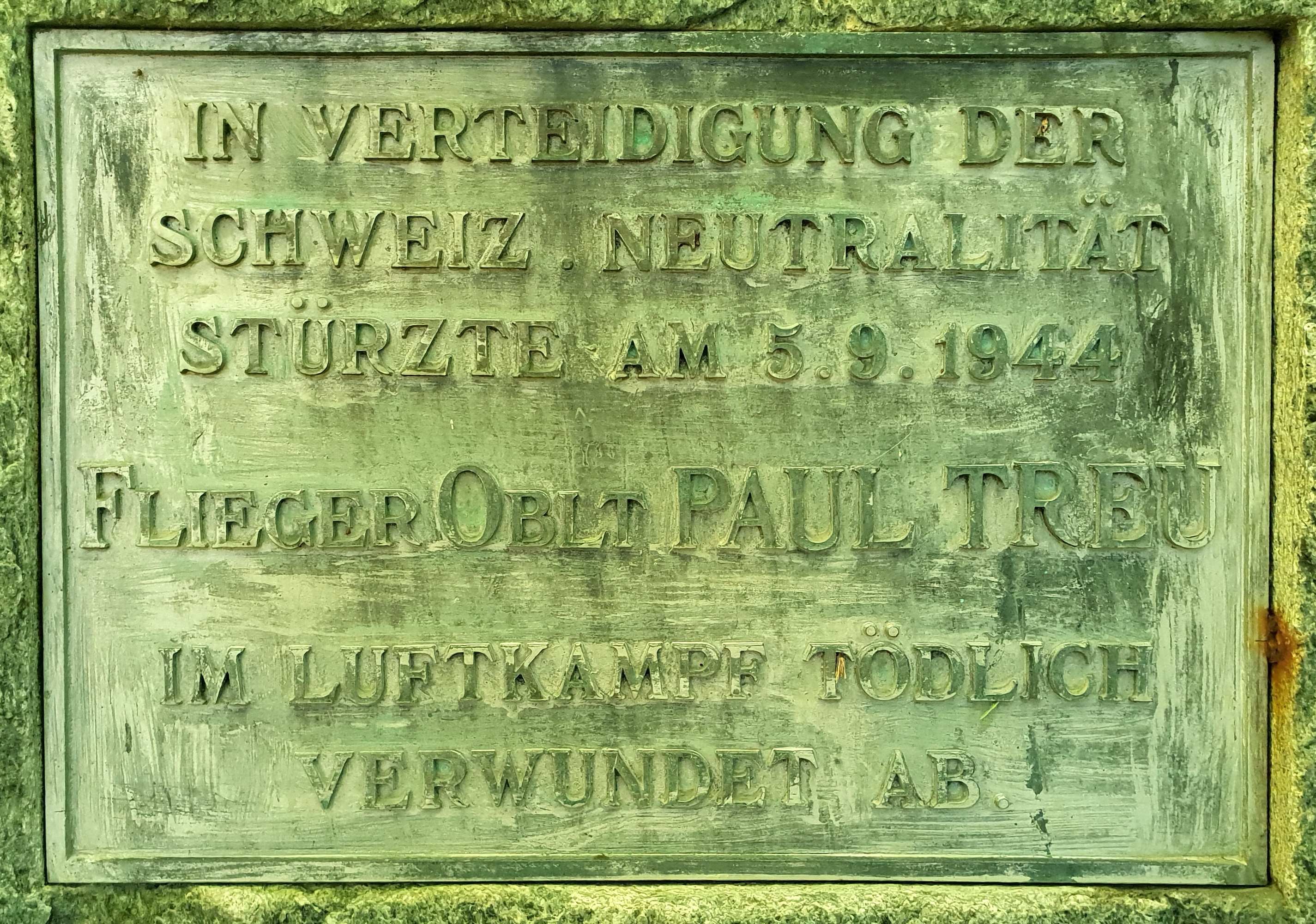
Inschrift